# خاک و خون
خاک و خون فیلمی به کارگردانی کامران قدکچیان و نویسندگی رضا میرلوحی محصول سال ۱۳۶۲ ایران است.

## خلاصه داستان
اسد، بزرگ مالک و سرمایه دار روستا، دهقانی به نام کاک خان را زیر فشار قرار می‌دهد تا زمینش را برای احداث جاده کارخانه به او و اگذار کند. کاک خان امتناع می‌کند و برای دادخواهی به شهر نزد شازده، پدر اسد، می‌رود. ملاقات شازده نیز مشکلی از کاک حل نمی‌کند وقتی به روستا بازمی‌گردد با جسد پسرش رو به رو می‌شود، که افراد اسد به قتل رسانده‌اند. همسرش نیز از ضربه وارده عقل باخته است. کاک از اسد انتقام می‌گیرد. شازده با ایادی خود به روستا می‌رود. کاک با کمک شخصی به نام محمد جان قمشه ای تعدادی از همراهان شازده را از پا درمی‌آورد و پس از کشته شدن محمد جان دستگیر و به اعدام محکوم می‌شود. کاک خان را برای اجرای حکم به روستای زادهگاهش می‌برند، در آن جا با همکاری گروهی از اهالی نجات می‌یابد. کاک از شازده انتقام می‌گیرد و به همراه همسرش و تعدادی از اهالی به کوه می‌زند.

## بازیگران
- مهدی فخیم زاده
- ژیلا سهرابی
- احمد قدکچیان
- رحیم هودی
- حسین شهاب
- عباس قاجار
- حسن کهن
- جواد روشنایی
- نعمت حقیقی
- محمد ابهری
- رسول حیدری
- علاء کنگرلو
- محمدعلی مردانی
- رضا یاقوتی
- محرم بسیم
- امینی
- علی شعاعی
- پیام بهی
- احمد هاشمی